# Catepsina D
La Catepsina D è una proteina che nell'uomo viene codificata dal gene CTSD localizzato sul cromosoma 11, 1.73 - 1.74 Mb umano e sul cromosoma 7, 142.19 - 142.2 Mb murino .

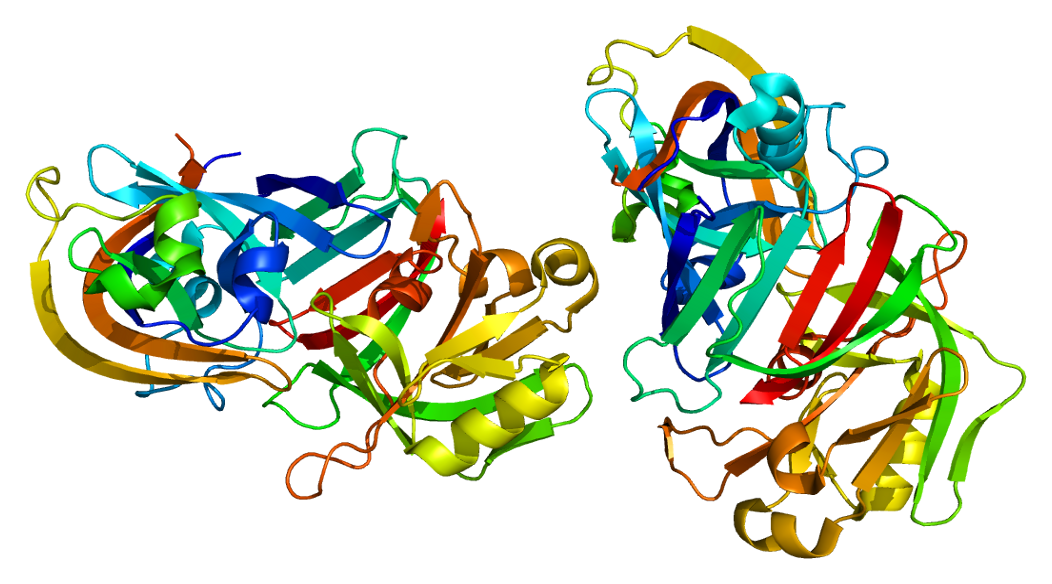
Struttura proteica della Catepsina D, tale struttura è composta da due dimeri.

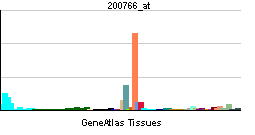
Pattern di espressione del gene CTSD

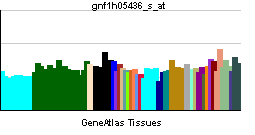
Pattern di espressione del gene CTSD

Questo gene codifica per una aspartil-proteasi lisosomiale composta da un dimero di catene pesanti e leggere legate da ponti disolfuro, entrambi i dimeri vengono prodotti da una singola proteina precursore. Questa proteasi, è un membro della famiglia delle peptidasi C1, possiede una specificità simile ma maggiormente ristretta rispetto alla pepsina A. La trascrizione di questo gene viene attivata da diversi siti, tra cui uno è un sito di partenza per una trascrizione regolata dagli estrogeni. Mutazioni in questo gene portano all'insorgenza di diverse malattie, compreso il cancro al seno e, eventualmente, la malattia di Alzheimer.
CTSD viene impiegato come marcatore tumorale del cancro della mammella .
Catepsina-D è un aspartil-proteasi la cui attività metabolica dipende strettamente dalla protonazione dei suoi siti attivi posti a livello del residuo Asp e viene attivata a pH 5 negli epatociti dove svolge la funzione di degradazione dell'insulina .